# Hans Fleers
Johannes Bernard (Hans) Fleers (Hilversum, 22 augustus 1943) is een Nederlands jurist en voormalig vicepresident van de Hoge Raad der Nederlanden.
Fleers, zoon van een docent klassieke talen en een psychologe, studeerde rechtsgeleerdheid aan de Rijksuniversiteit Groningen van 1962 tot 1968. In 1970 en 1971 was hij werkzaam als bedrijfsjurist, waarna hij begon als rechterlijk ambtenaar in opleiding bij de Rechtbank Amsterdam. In 1977 werd hij daar gerechtsauditeur, en twee jaar later rechter. In 1984 werd hij raadsheer bij het gerechtshof Amsterdam, terwijl hij ook rechter-plaatsvervanger bij de rechtbank bleef. Op 31 maart 1992 werd hij aanbevolen voor benoeming in de Hoge Raad, ter vervanging van Pim Haak, die tot vicepresident was benoemd. De benoeming volgde op 3 juli van dat jaar. Bij KB van 8 september 2004 werd hij benoemd tot vicepresident van de Hoge Raad en voorzitter van de civiele kamer, ter vervanging van Dick Herrmann; de promotie ging in op 1 januari 2005. Op 1 september 2012 werd hem ontslag verleend; hij werd als vicepresident opgevolgd door Floris Bakels.
Naast zijn carrière als rechter was Fleers onder andere voorzitter van de Raad voor de Journalistiek en lid van het Hof van Discipline van de Nederlandse Orde van Advocaten.